# Marienkirche (Pirna)

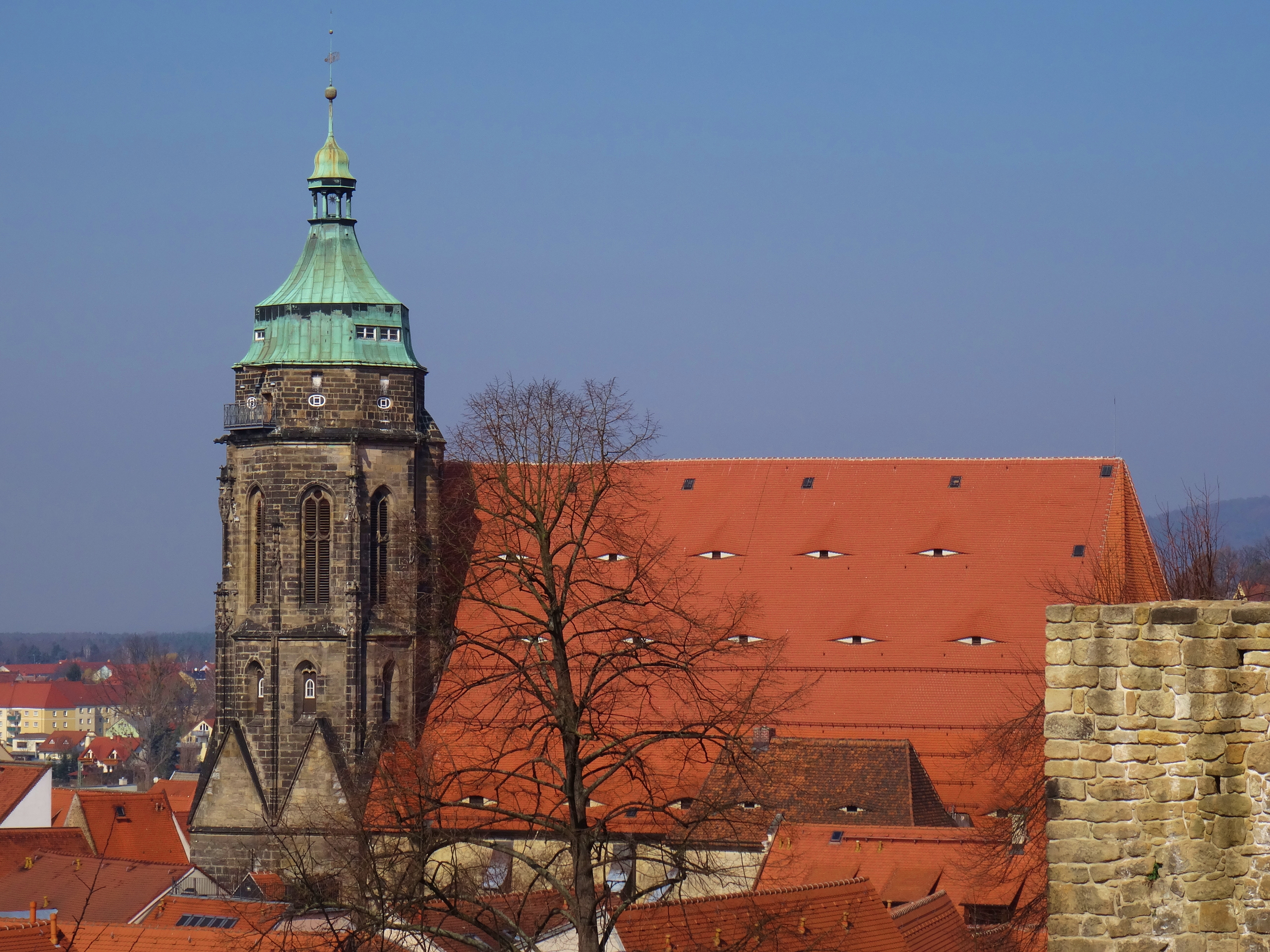
Marienkirche Pirna

Die Anfang des 16. Jahrhunderts errichtete Marienkirche Pirna ist die evangelisch-lutherische Hauptkirche Pirnas und eine der größten spätgotischen Hallenkirchen in Sachsen. Die unter Denkmalschutz stehende Kirche liegt am Kirchplatz 14 in der Altstadt.

## Baugeschichte

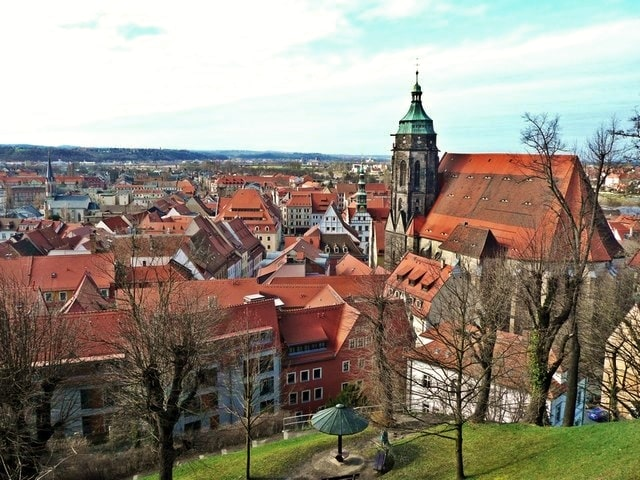
Blick von Schloss Sonnenstein über die Altstadt, rechts die Marienkirche

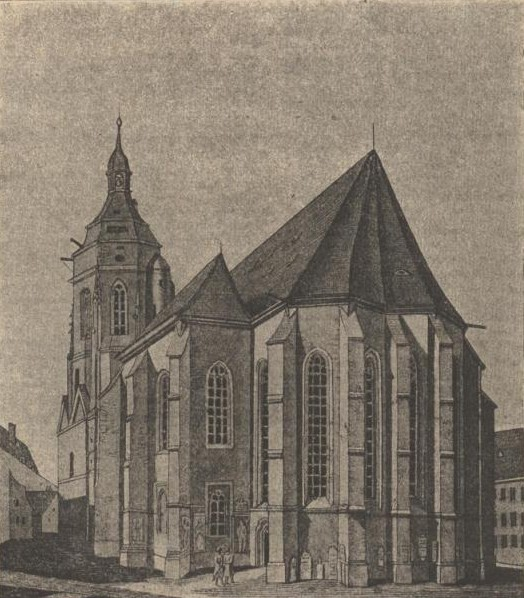
Ansicht um 1800

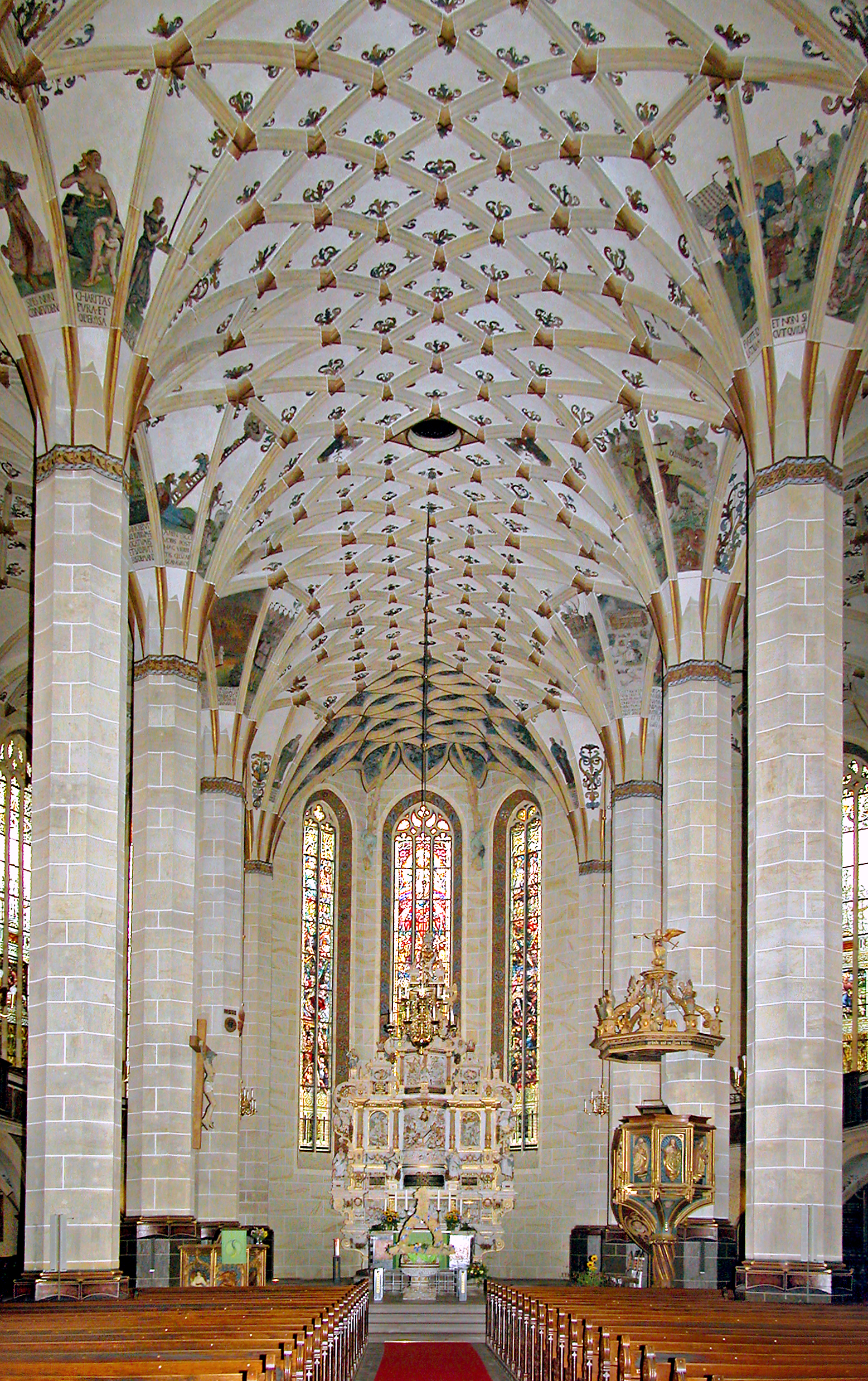
Blick in das Innere der Marienkirche in Pirna nach Osten

### Bauwerk
Ein Vorgängerbau des 13. Jahrhunderts trat in geringen Resten bei Erdarbeiten 1889/90 im Inneren der heutigen Kirche zu Tage.
Der Turm an der Südwestecke wurde 1466 bis 1479 errichtet. Schon bald mussten aber seine beiden oberen Geschosse wieder abgetragen werden und er erhielt später die heutige Haube.
Die spätgotische, dreischiffige Hallenkirche wurde ab 1502 unter der Leitung des Werkmeisters Peter Ulrich (genannt Peter von Pirna) errichtet. Man begann im Westen und nutze die ältere Kirche in ihren östlichen Teilen weiter. 1510 wurde das Dachwerk über dreieinhalb Jochen im Westen aufgeschlagen. Der Dachstuhl, der beim Traufgesims in einer Höhe von etwa 18 Meter beginnt, erhebt sich in eine Höhe von 19,50 Meter. Er ist selbsttragend und lastet laut Konstruktionszeichnung auf den Seitenwänden und den Pfeilern auf. Wahrscheinlich erhielten unmittelbar anschließend die drei westlichen Joche ihr steinernes Gewölbe mit den Netzfiguren.
1513/14 starb Peter Ulrich und der Werkmeister Markus Ribisch übernahm den Bau. Durch eine Planänderung wurden die östlichen Joche etwas verkürzt, sodass Fundamente der Vorgängerkirche integriert werden konnten. Bis 1523 wurden die Außenwände der Ostteile nach dem neuen Plan hochgezogen und Werksteine für die Gewölbe angefertigt. Wahrscheinlich entwarf Ribisch die komplizierteren Rippenfiguren auf gekurvten Grundrissen. Eingebaut wurde das östliche Gewölbe aber noch nicht, als 1523 die Mittel für den Bau versiegten.
Erst ab 1537 wurde weiter gebaut und damals der Dachstuhl auf den östlichen Jochen errichtet. Geleitet wurden diese Arbeiten, die vermutlich weitgehend den alten Plänen aus der Zeit um 1520 folgten, von Wolf Blechschmidt. Nun wurden die fehlenden Pfeiler aufgemauert und bis 1544/45 das Gewölbe auch im Osten geschlossen.
1570/71 wurden auf der West- und Nordseite durch den Bildhauer Christoph Kramer, einem Schüler von Hans Walther steinerne Emporen mit einem umfangreichen Bildprogramm gestaltet.
1888–90 erhielt der Kircheninnenraum eine einheitliche Fassung durch Friedrich Wilhelm Otto Dögel, vollendet durch Theodor Quentin, die innerhalb der sächsischen Denkmalpflege maßgeblich wurde. Damals wurde auch die südliche Empore errichtet und ähnlich wie jene aus der Renaissancezeit auf der West- und Nordseite gestaltet. 2005 wurde die letzte Renovierung abgeschlossen.

### Gewölbe und Ausmalung

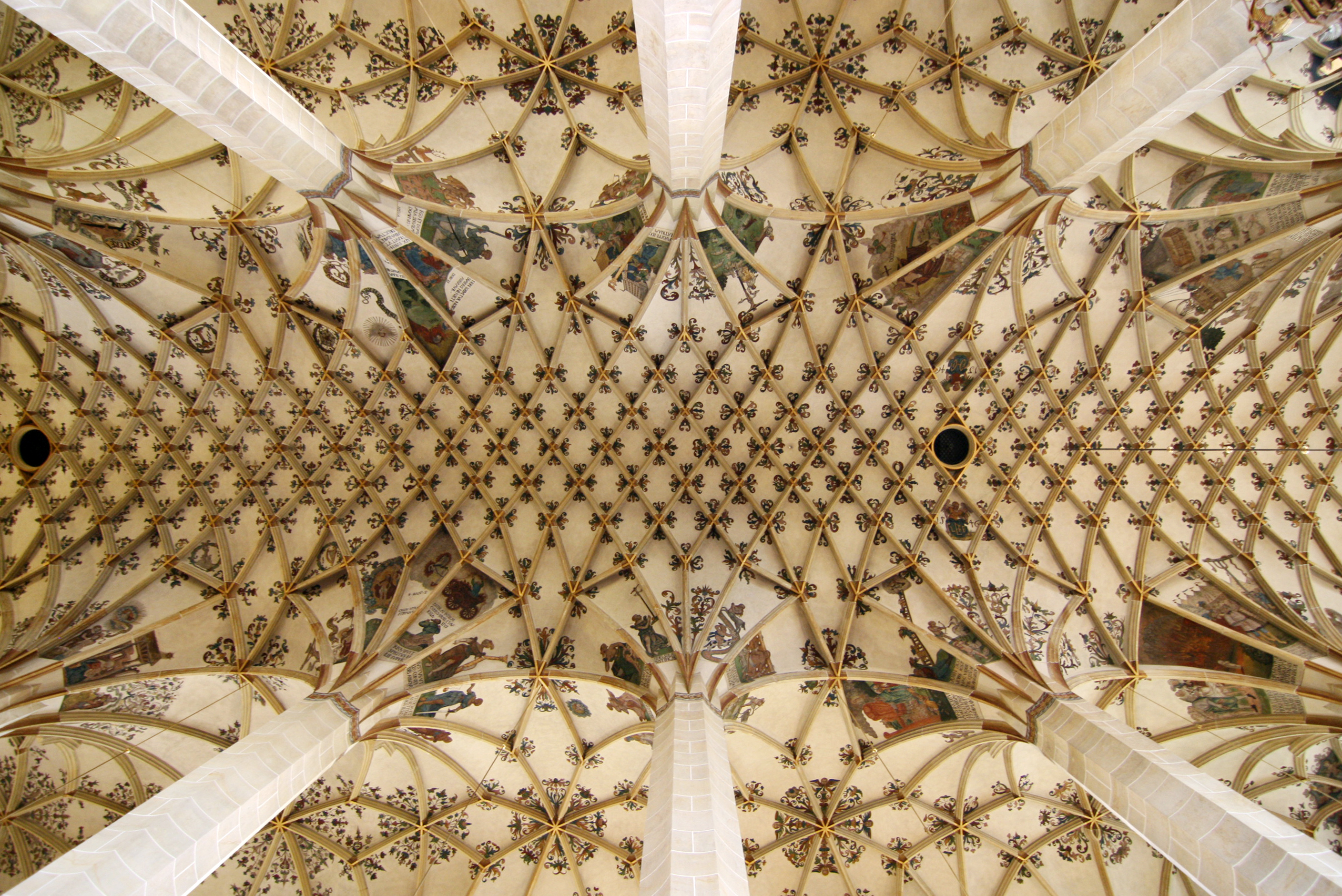
Deckengewölbe

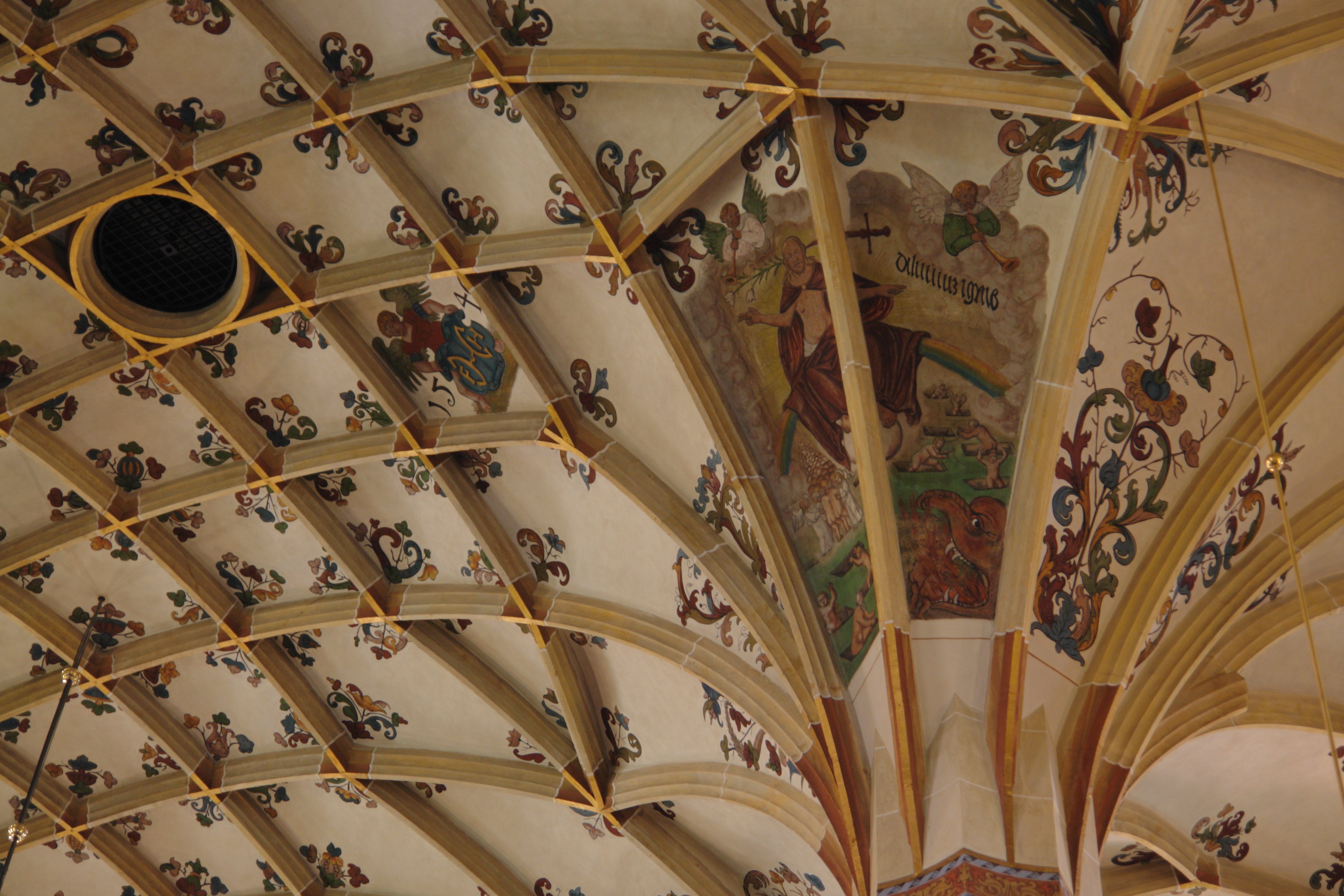
Jahreszahl 1546 und Darstellung des Weltgerichts

Das Gewölbe der Pirnaer Hallenkirche mit ihren drei gleich hohen Schiffen wird von acht schlanken achteckigen Pfeilern getragen. Es zeigt in seinem Ostteil waghalsige und verspielte Elemente wie die in den Raum ragende Spiralrippen (Schleifenrippen), Hobelspanrippen und zwei Astrippen. Über dem Chor befindet sich das kunstvolle Fischblasen-Gewölbe. In der Apsis unmittelbar unter den Astrippen befindet sich ein als „Wilder Mann und Wilde Frau“ bezeichnetes Menschenpaar aus Sandstein. Vielleicht wurden diese Eigenheiten schon um 1520 von dem damaligen Architekten Markus Ribisch entworfen und später dann ergänzt und eingebaut. In den von seinem Vorgänger eingewölbten drei westlichen Jochen finden sie sich noch nicht. Es ist aber auch möglich, dass einzelne Besonderheiten wie die Astrippen und ihre Figuren erst in den frühen 1540er Jahren angefertigt wurden.
Die Kirche wurde mit diesem östlichen Gewölbeteil 1546 vollendet. Sie ist mit 65 Metern Länge und 35 m Breite nach der Peterskirche von Görlitz und der Annenkirche von Annaberg-Buchholz die drittgrößte Hallenkirche in Sachsen. Das Mittelschiff ist 17,80 m hoch, die Seitenschiffe nur 20 cm niedriger.

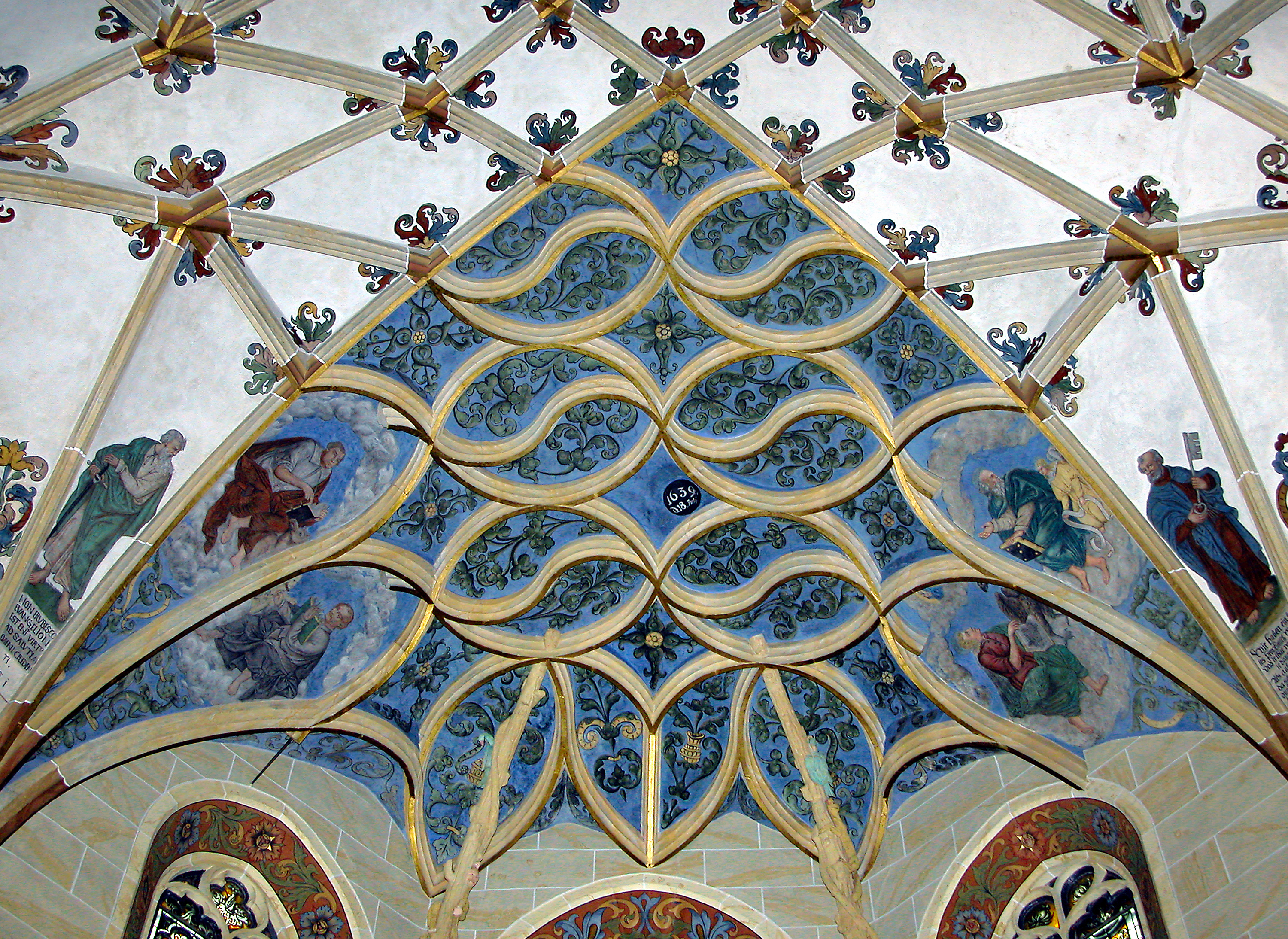
Marienkirche Pirna. Fischblasen-Rippengewölbe über dem Altarraum; links Luther und Melanchthon als Evangelisten

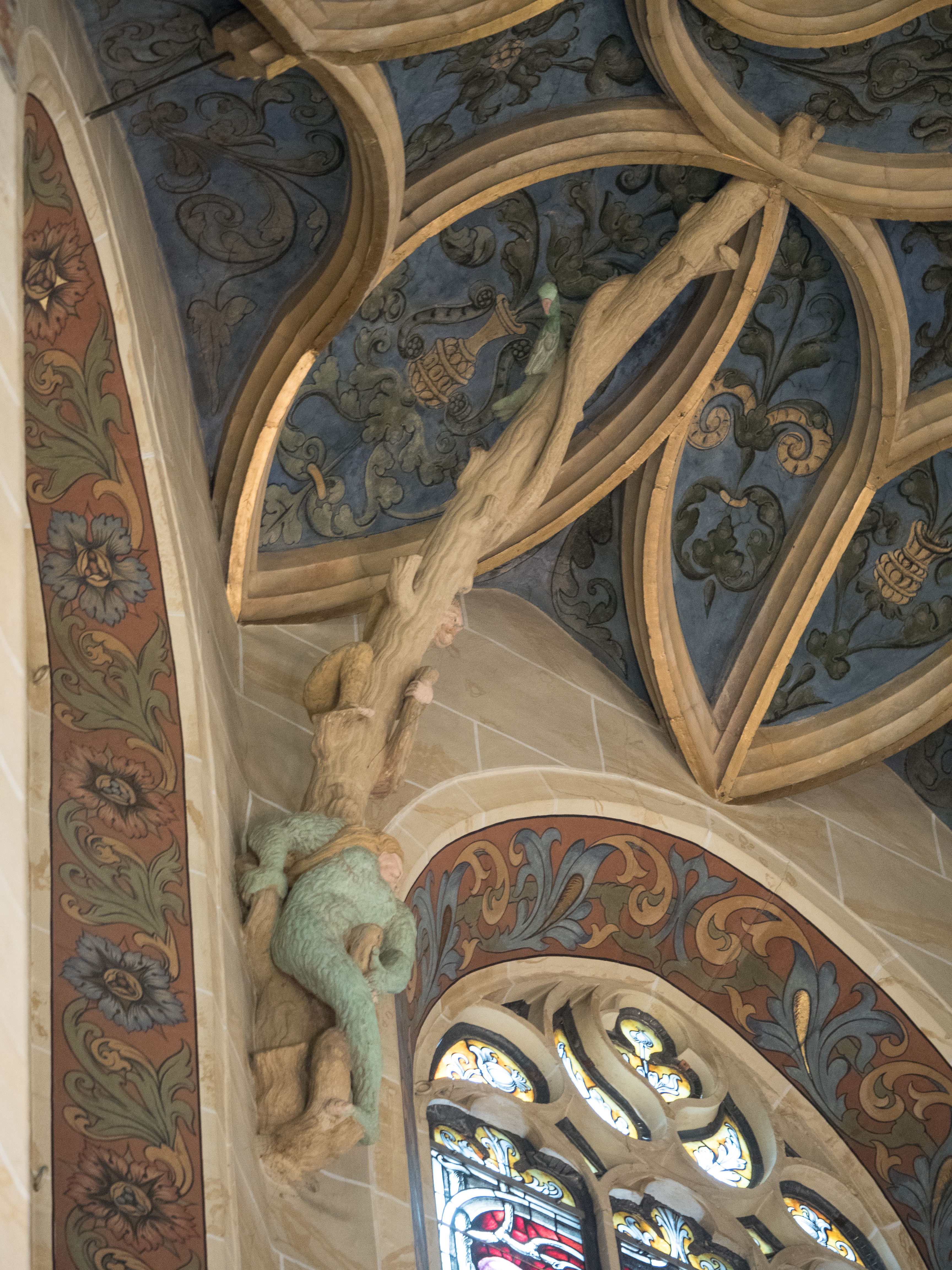
Marienkirche Pirna. Freistehende Astrippe im Gewölbe

Seit der Einführung der Reformation im albertinischen Sachsen 1539 ist die Gemeinde der Marienkirche evangelisch-lutherisch. Da das Gewölbe erst danach fertiggestellt wurde, konnte der erste evangelische Pastor Anton Lauterbach sich maßgeblich an der Gestaltung des Bildprogramms der Ausmalung beteiligen. Martin Luther und Philipp Melanchthon sind als Evangelisten Lukas und Markus abgebildet. Den mit lateinischen Erläuterungen versehenen biblischen Szenen unter den Jobst Dorndorff zugeschriebenen, aber vermutlich von mehreren Malern 1546 ausgeführten Gewölbemalereien sollen als Vorlage Illustrationen der 1532 in Wittenberg gedruckten Bibelübersetzung Martin Luthers gedient haben. Daneben finden sich Darstellungen von sieben Tugenden und von Knaben. Letztere sind teils in die Ornamentik integriert, teilweise gehören sie in mythologischen Szenen mit Fabelwesen wie Kentauren. Aus diesen Szenen stechen zwei Abbildungen heraus, in denen bewaffnete Knaben gegen Störche kämpfen. Störche erscheinen sonst kaum als Symbole. In Parallele zu ebenfalls abgebildeten Wölfen mit Mitren, die Schafe aus der Herde der Gläubigen stehlen, wie sie sich in Flugblättern der Reformationszeit als Darstellung der Gefährdung der evangelischen Gläubigen durch das Papsttum finden, können die Störche möglicherweise als Symbole für andere Gegner der lutherischen Reformation, die durch Nikolaus Storch verkörperten Täufer, gedeutet werden.
Wandmalereien aus der Entstehungszeit, die den Ablasshandel des gebürtigen Pirnaers Johann Tetzel verspotteten, wurden bei der Renovierung 1708 beseitigt und sind nicht erhalten. Die umfangreichen Gewölbemalereien wurden zwar bei verschiedenen Renovierungen ausgebessert und geringfügig verändert, sind aber größtenteils originalgetreu erhalten.

### Ausstattung

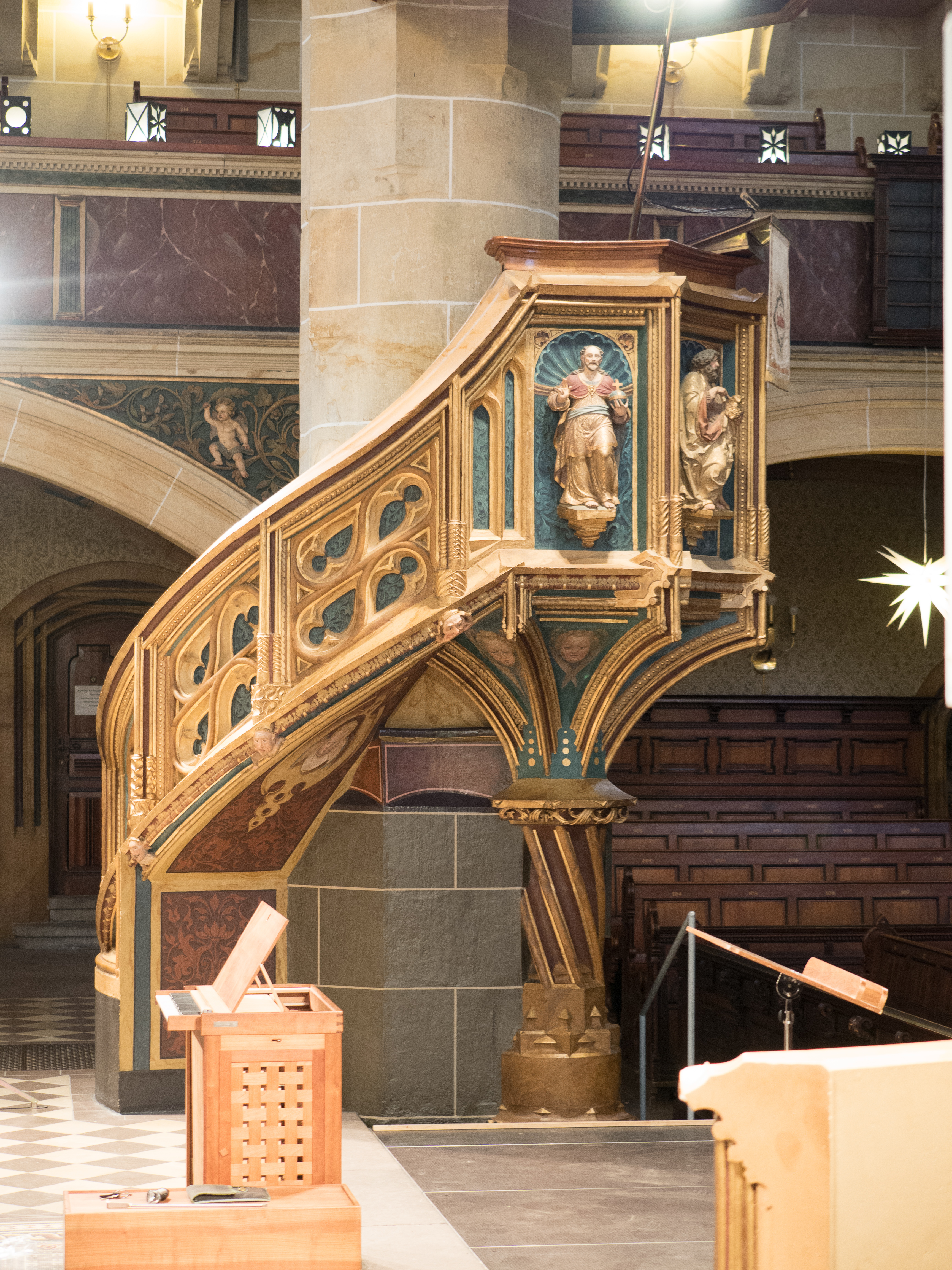
Pirna Marienkirche. Kanzel aus der Zeit um 1520. Die Skulptur wird Franz Maidburg zugeschrieben

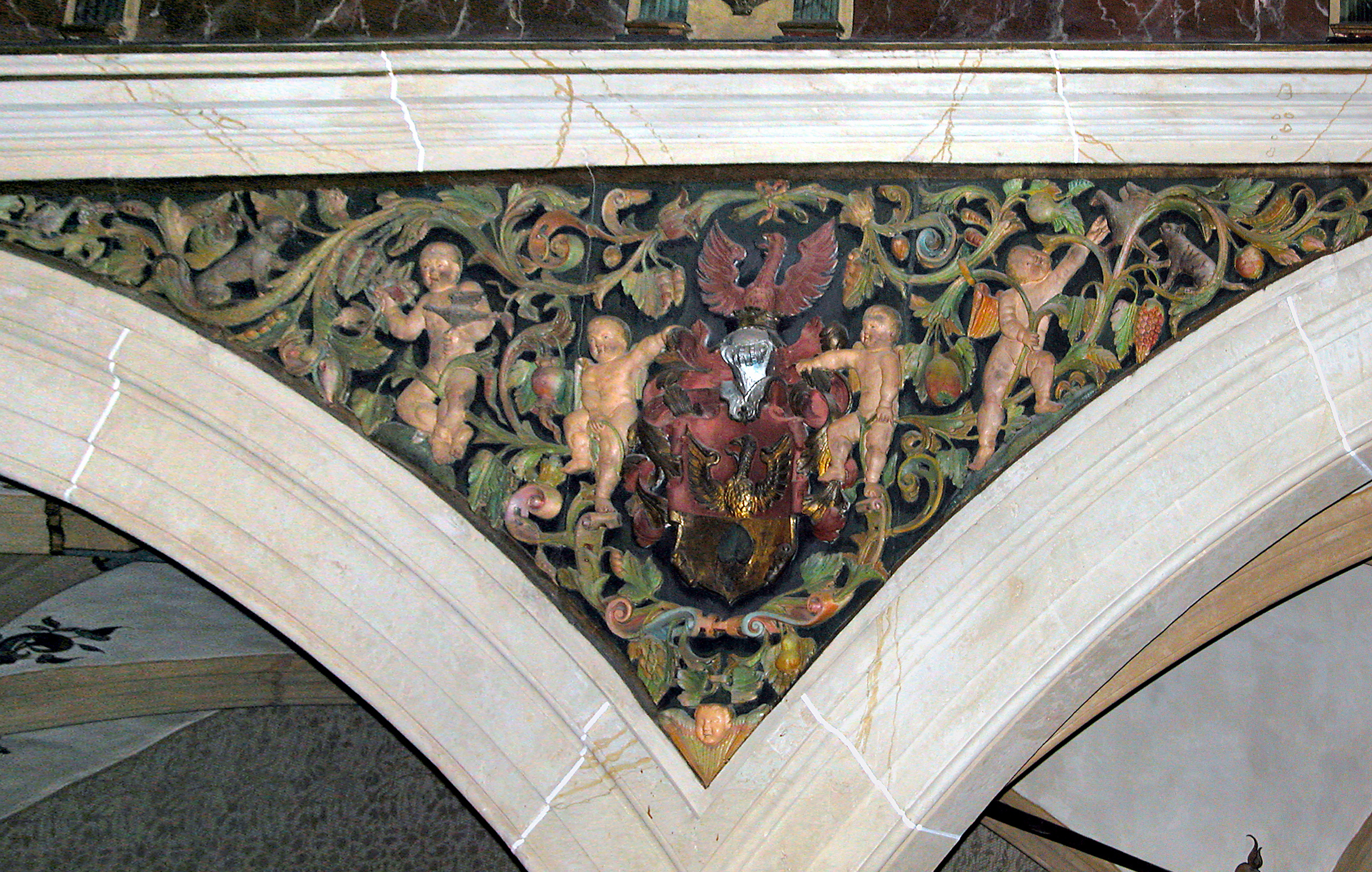
Emporenrelief auf der Nordseite von 1570/71 von Christoph Kramer

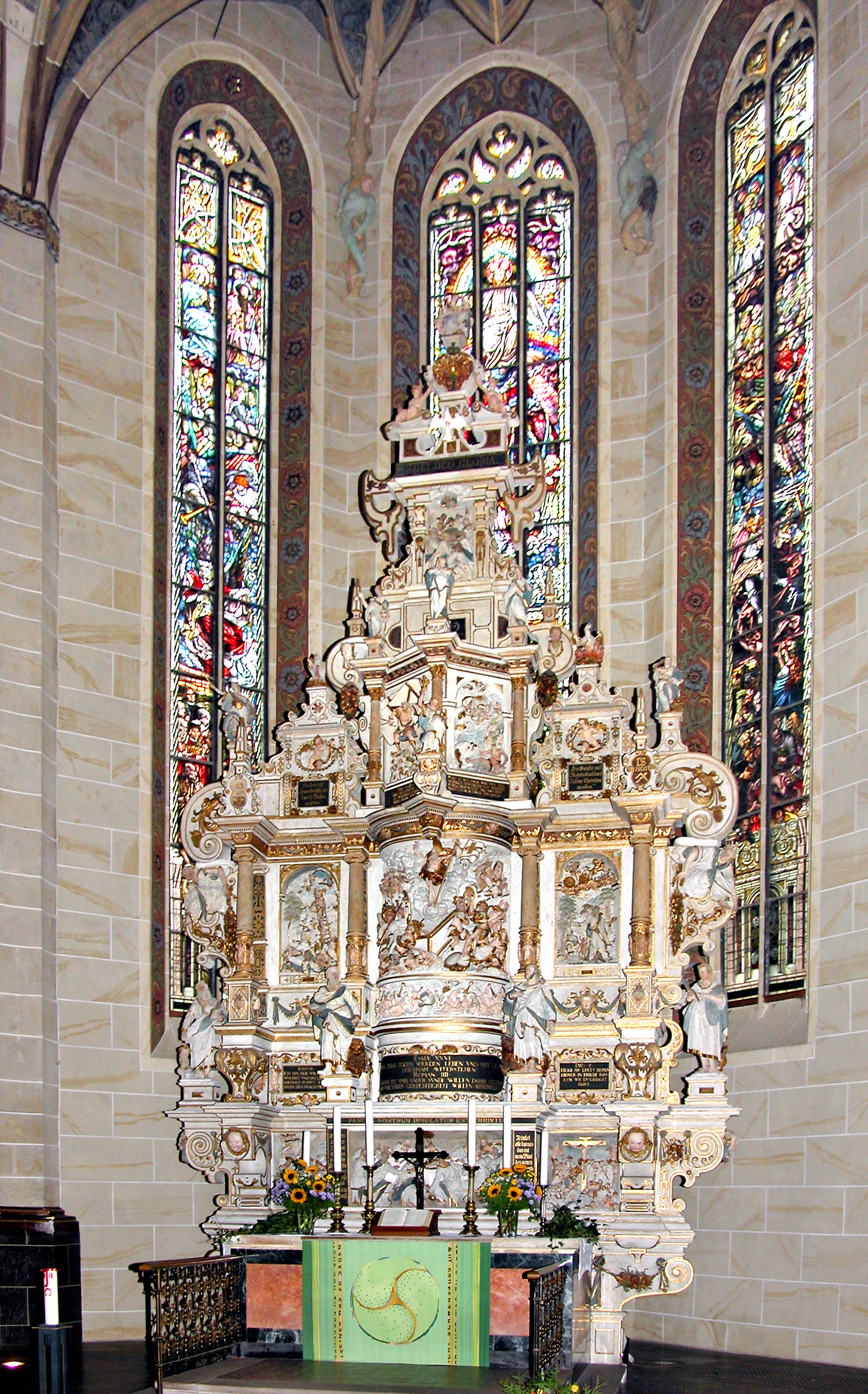
Marienkirche Pirna, Altar von 1609/12

Bereits um 1520 entstand die Kanzel, deren Reliefs dem Freiberger Bildhauer Franz Maidburg zugeschrieben werden. Ursprünglich stand sie am dritten Pfeiler auf der Südseite von Westen aus und wurde im 19. Jahrhundert versetzt. 1576 erhielt sie ihren Schalldeckel von Christoph Kramer.
1561 wurde der Taufstein mit einem Fuß mit 26 kleinen Kinderfiguren aufgestellt. Nur der Fuß stammt noch aus dieser Zeit und wurde vermutlich von Christoph Kramer aus Dresden geschaffen. 1889/90 wurde die Kuppa mit  Darstellungen von Sintflut, Zug durchs Rote Meer, Jesu Taufe durch Johannes den Täufer und die Fußwaschung im Stil der (Neo-)Renaissance geschaffen. Die vier Szenen symbolisieren die Sündenvergebung und Wiedergeburt durch die Taufe.
Den aufwändigen Renaissance-Sandsteinaltar gestalteten zwischen 1609 und 1612 die Brüder Michael Schwenke und David Schwenke. Die Reliefs zeigen Szenen aus dem Alten und Neuen Testament, in der Mitte die Auferstehung Christi.

### Turm und Glocken
Der 60 Meter hohe Turm ist älter als die jetzige Hallenkirche. Er wurde 1466–1479 an den Vorgängerbau angebaut. Durch Planänderungen befinden sich Teile des Turmes, die eigentlich außen sichtbar sein sollten, innerhalb der heutigen Kirche. Ein Turmfenster im Treppenhaus links neben der Orgel ermöglicht so einen Blick vom Inneren des Turmtreppenhauses in die Kirche. Gekrönt wird der mehrstöckige Dachstuhl von einer barocken Turmhaube. Sie beherbergt seit 1994 wieder das einzige siebenstimmige Geläut in der Sächsischen Landeskirche. Bis in das frühe 20. Jahrhundert wohnte über dem Geläut der Glöckner/Türmer, der u. a. die Glocken zu betätigen hatte. Seine kärglichen Wohnräume sind noch heute zu besichtigen.

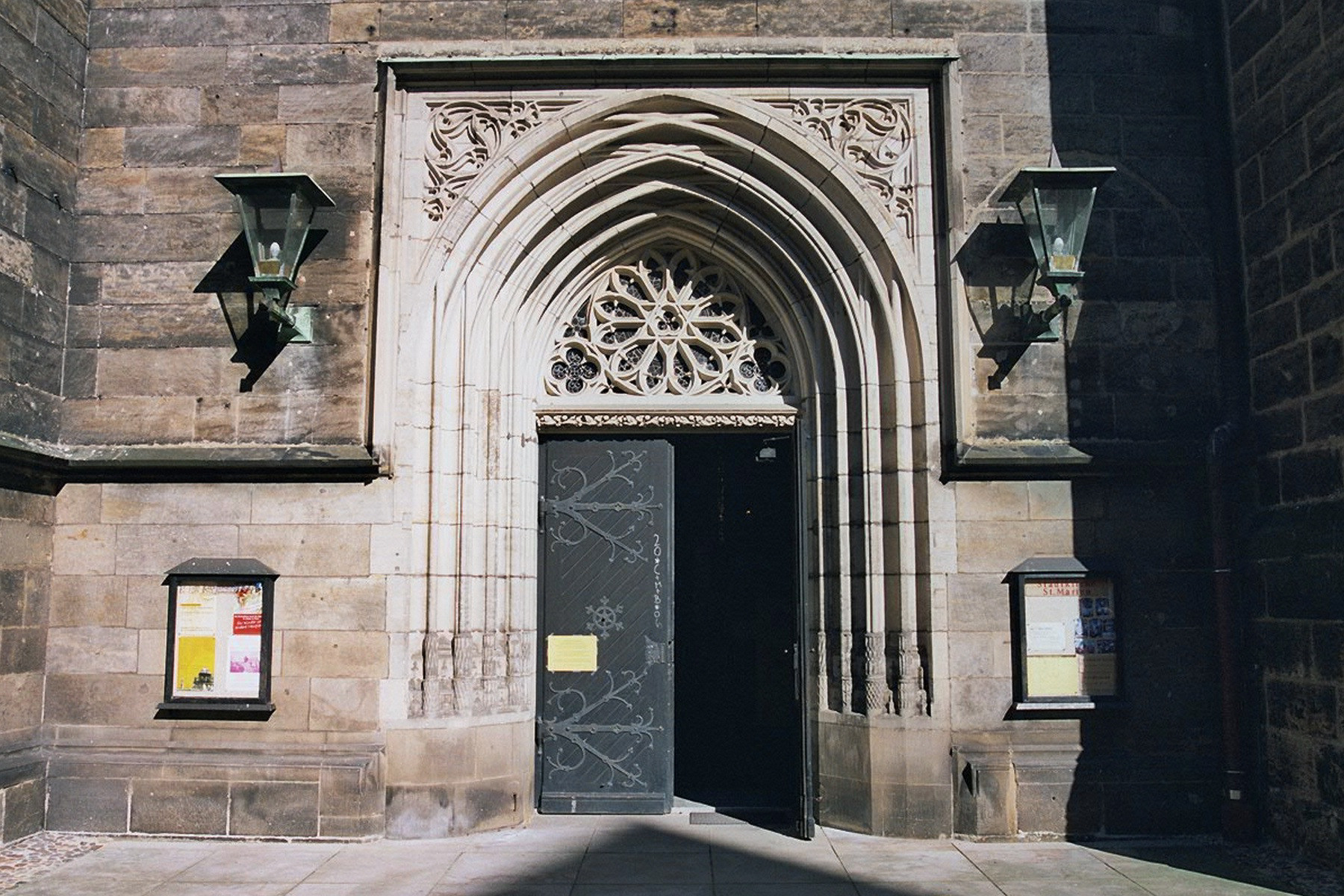
Westportal
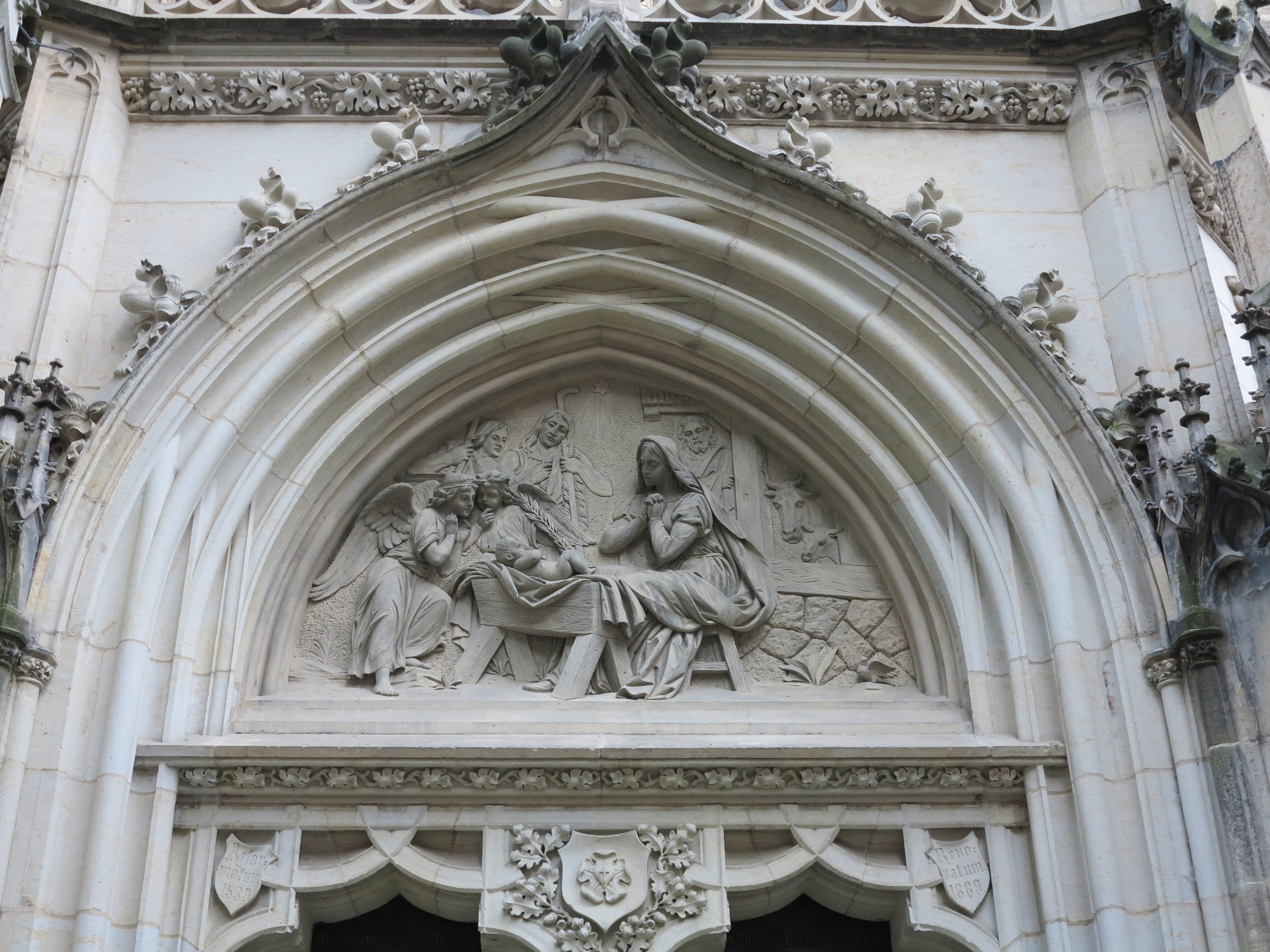
Darstellung der Geburt Christi mit Hirten und Engeln im Tympanon des Portals der neugotischen Vorhalle
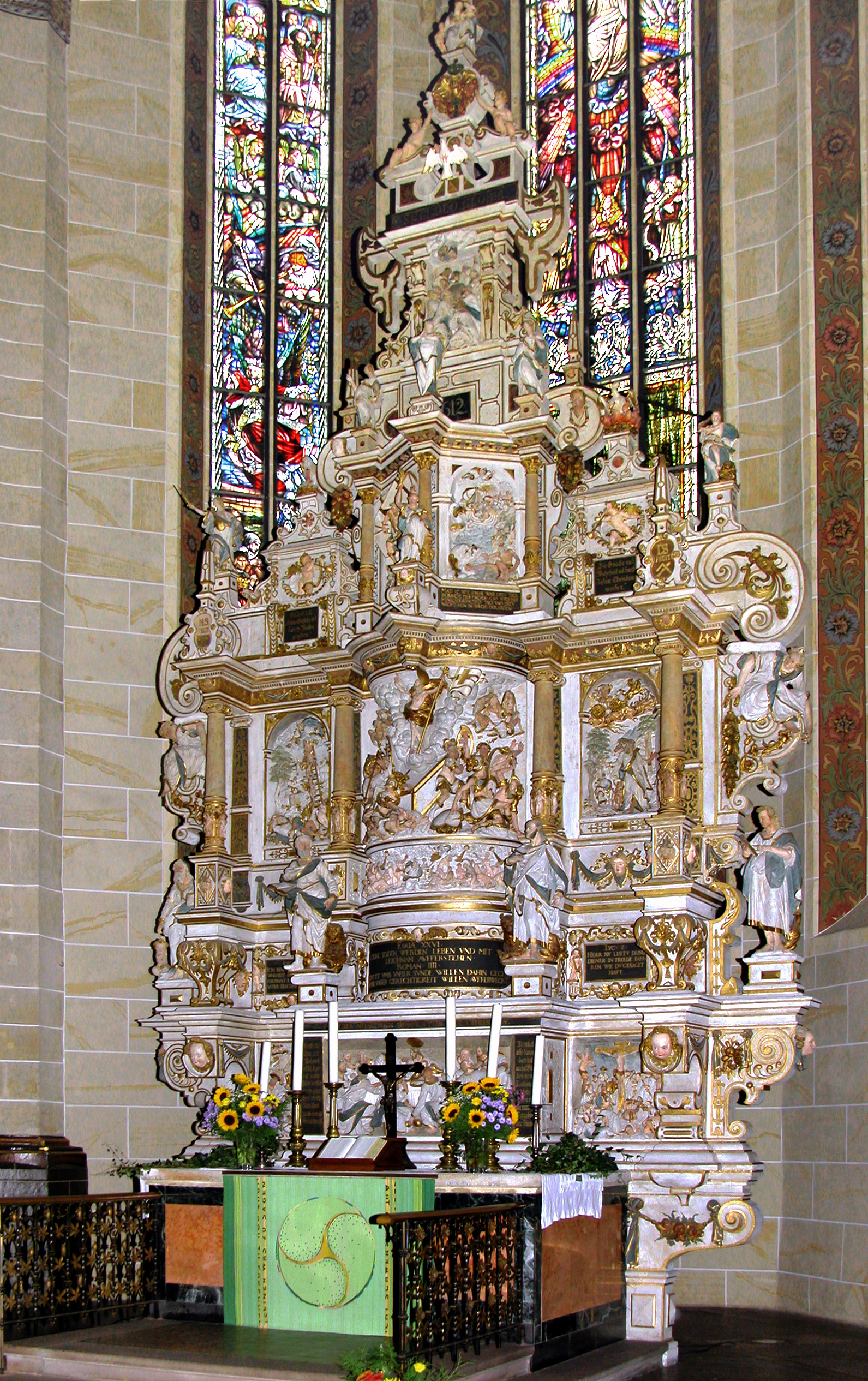
Altar von 1609/12
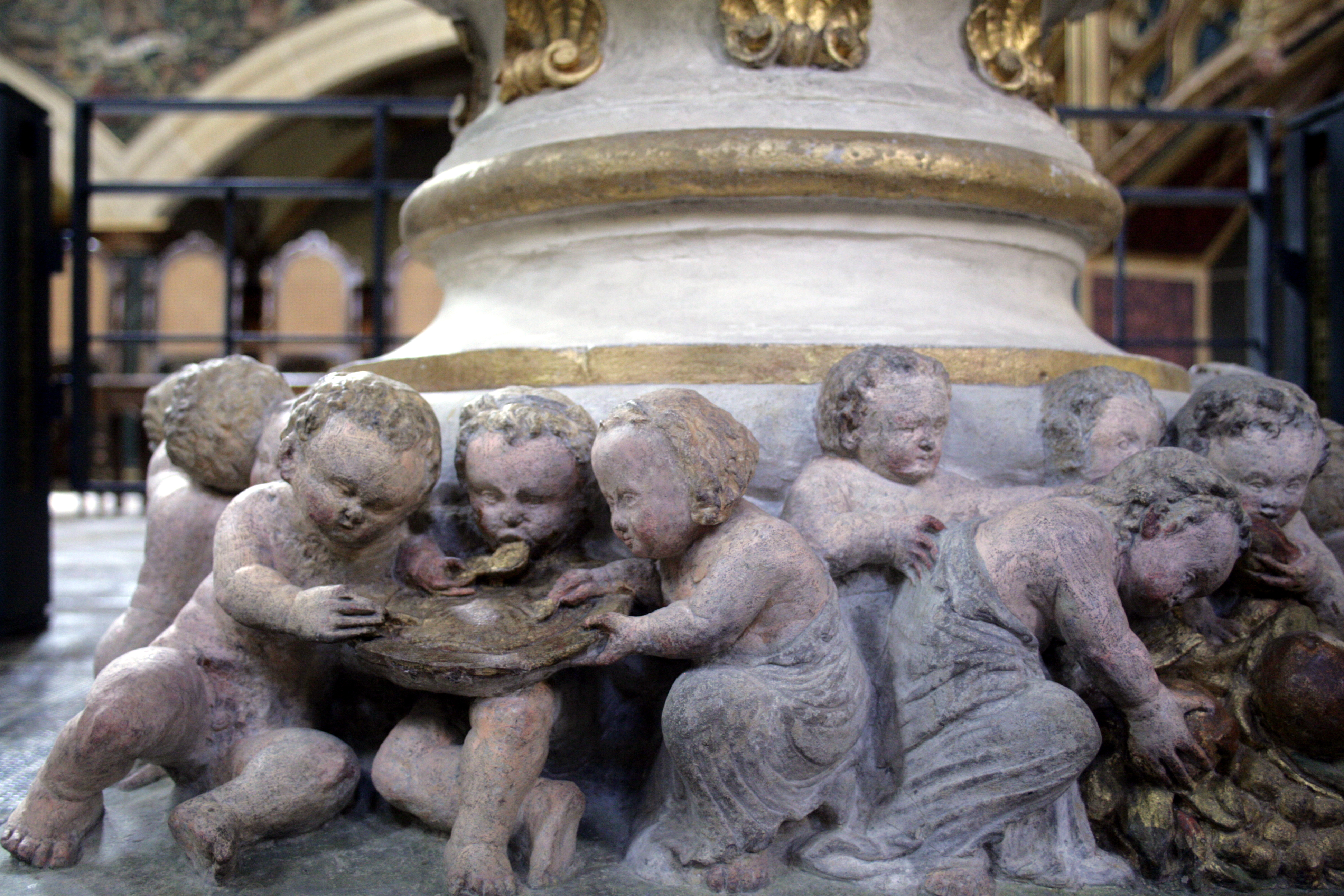
Kinderfiguren am Fuß des Taufbeckens von 1561
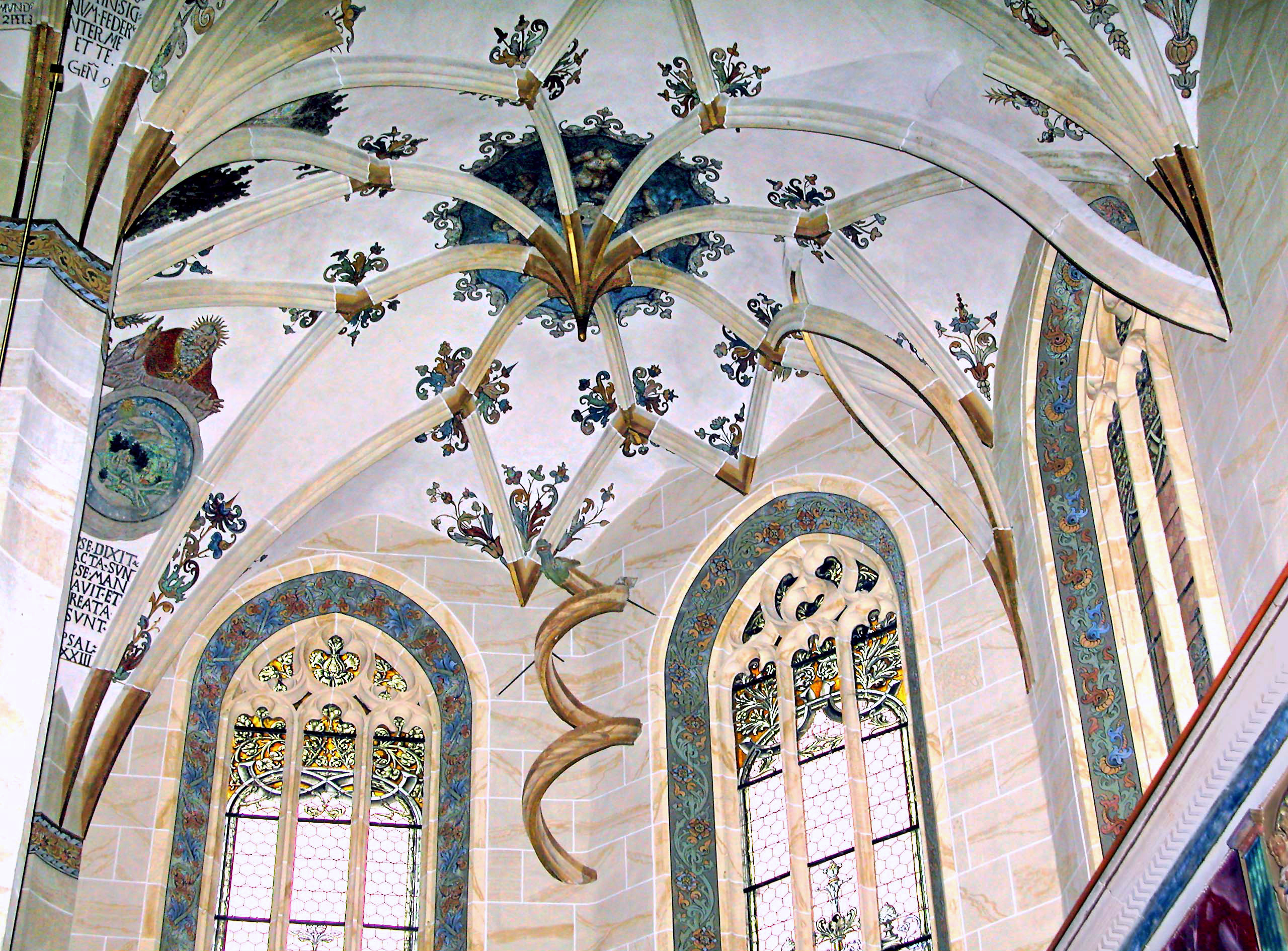
Hobelspanrippe

## Baumeister
- 1506–1514: Peter Ulrich, Am Markt 3
- 1514–1533: Markus Ribisch, Kirchplatz 2
- 1533 (?)–1539: Valten Wild, ?
- ca. 1539–1546: Wolf Blechschmidt, Niedere Burgstraße 1

## Orgel

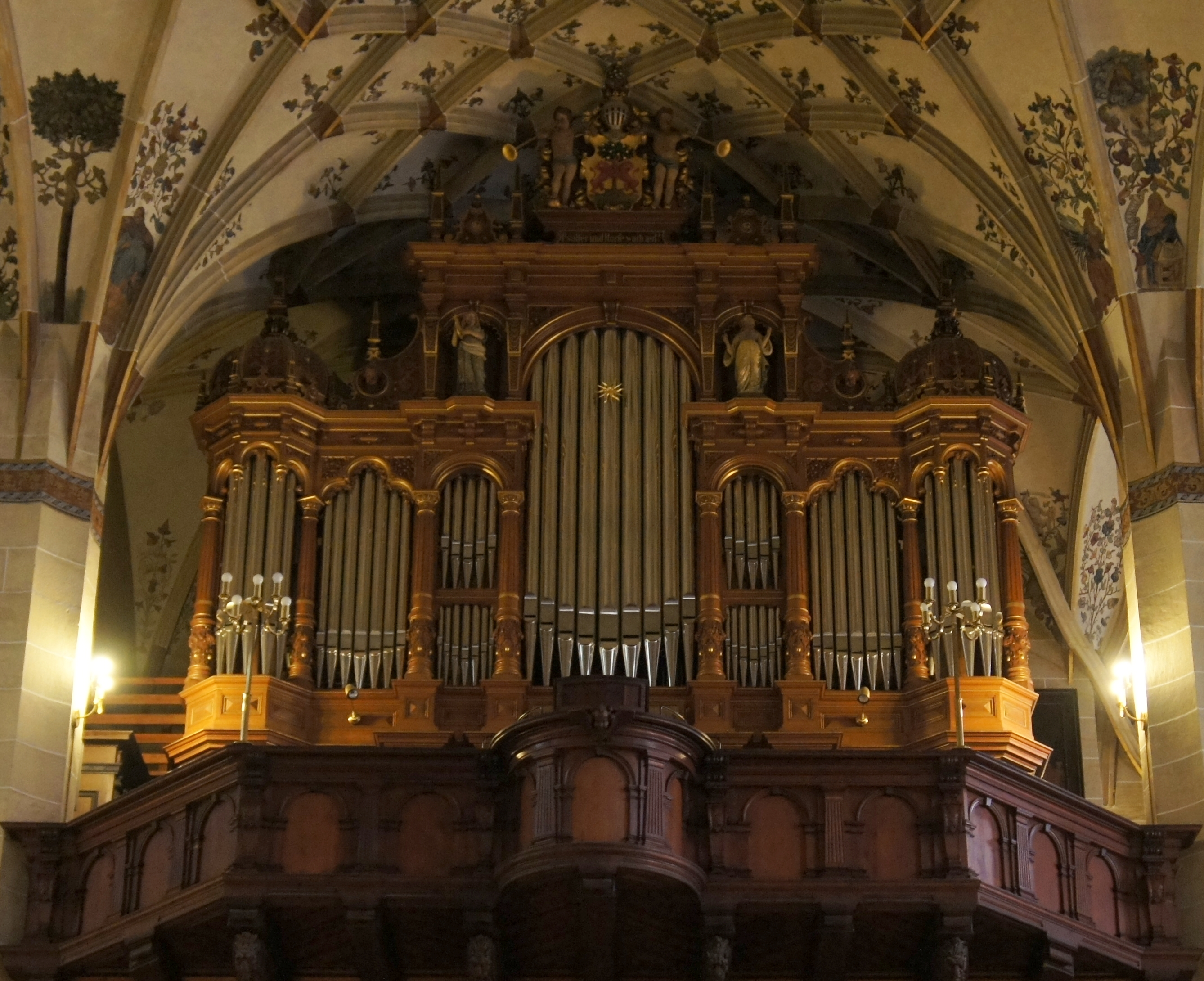
Orgel der Marienkirche

Die Orgel der Marienkirche wurde 1842 von Friedrich Nikolaus Jahn (Dresden) erbaut. Das Instrument hatte zunächst 44 Register auf zwei Manualen und Pedal. In den Jahren 1889 bis 1891 wurde das Instrument durch Julius Jahn überholt und erhielt ein neues Orgelgehäuse. In den 1920er Jahren baute Johannes Jahn ein drittes Manual, erweiterte die Disposition auf 56 Register und stattete das Instrument mit pneumatischen Ton- und Registertrakturen aus. 1978 bis 1979 wurde das Instrument von der Orgelbaufirma Herman Eule (Bautzen) überholt, wobei auch die Tontrakturen wieder als mechanische Trakturen angelegt wurden und ein neuer Spieltisch gebaut wurde. Im Zuge einer Generalüberholung im Jahre 2005 wurde das Instrument gereinigt, wurden die Schleifladen erneuert und neue Prospektpfeifen aus Zinn gefertigt.
| I Hauptwerk C–a3 |                  |       |   |
| 1.               | Principal        | 16′   | J |
| 2.               | Oktave           | 8′    |   |
| 3.               | Gemshorn         | 8′    | J |
| 4.               | Rohrflöte        | 8′    | J |
| 5.               | Quintatön        | 8′    |   |
| 6.               | Oktave           | 4′    |   |
| 7.               | Spitzflöte       | 4′    |   |
| 8.               | Waldflöte        | 2′    | J |
| 9.               | Larigot          | 1 ⁄3′ |   |
| 10.              | Rauschwerk II    |       |   |
| 11.              | Hornwerk II–V    |       |   |
| 12.              | Sesquialter I–II |       | J |
| 13.              | Mixtur IV–V      |       |   |
| 14.              | Tonus fabri II   |       |   |
| 15.              | Fagott           | 16′   |   |
| 16.              | Trompete         | 8′    |   |

| II Oberwerk C–a3 |               |        |   |
| 17.              | Quintade      | 16′    | J |
| 18.              | Principal     | 8′     |   |
| 19.              | Gedackt       | 8′     | J |
| 20.              | Dolce         | 8′     |   |
| 21.              | Oktave        | 4′     | J |
| 22.              | Rohrflöte     | 4′     | J |
| 23.              | Nasard        | 2 ⁄3′  |   |
| 24.              | Oktave        | 2′     |   |
| 25.              | Gemshorn      | 2′     | J |
| 26.              | Terz rep.     | 1 3⁄5′ |   |
| 27.              | Flagolett     | 1′     |   |
| 28.              | Scharff IV    |        |   |
| 29.              | Kl. Zimbel IV |        |   |
| 30.              | Krummhorn     | 8′     |   |

| III Schwellwerk C–a3 |                   |     |
| 31.                  | Stillgedackt      | 16′ |
| 32.                  | Metallflöte       | 8′  |
| 33.                  | Weidenflöte       | 8′  |
| 34.                  | Unda maris        | 8′  |
| 35.                  | Principal         | 4′  |
| 36.                  | Koppelflöte       | 4′  |
| 37.                  | Weidenspiel       | 4′  |
| 38.                  | Blockflöte        | 2′  |
| 39.                  | Terzian II        |     |
| 40.                  | Prinz-Mixtur IV–V |     |
| 41.                  | Carillonzimbel IV |     |
| 42.                  | Spillregal        | 16′ |
| 43.                  | Rohrschalmei      | 8′  |

| Pedal C–f1 |                 |     |   |
| 44.        | Untersatz       | 32′ | J |
| 45.        | Principal       | 16′ | J |
| 46.        | Subbaß          | 16′ | J |
| 47.        | Oktavbaß        | 8′  | J |
| 48.        | Gedackt         | 8′  | J |
| 49.        | Oktave          | 4′  | J |
| 50.        | Nachthorn       | 2′  |   |
| 51.        | Hintersatz III  |     |   |
| 52.        | Choralmixtur IV |     |   |
| 53.        | Posaune         | 16′ |   |
| 54.        | Trompete        | 8′  |   |
| 55.        | Clarine         | 4′  |   |

- Koppeln: II/I, III/I, III/II, I/P, II/P, III/P
- Anmerkung

J = historisches Register von Friedrich Nikolaus Jahn aus dem Jahr 1842